# Inal Tasoev
Inal Valikoevič Tasoev (in russo Инал Валикоевич Тасоев?; 5 febbraio 1998) è un judoka russo.
Tasoev ha partecipato ai Campionati del mondo di judo del 2018, vincendo una medaglia di bronzo nell'evento a squadre miste. Nel 2021, Tasoev ha vinto la medaglia d'argento nella categoria +100 kg ai World Masters di judo 2021, svoltisi a Doha, in Qatar.

## Palmarès
- Mondiali

Baku 2018: bronzo nella gara a squadre miste.
Tokyo 2019: bronzo nella gara a squadre miste.
Doha 2023: oro nei +100 kg.
Budapest 2025: oro nei +100 kg.
- Europei

Praga 2020: argento nei +100 kg.
Lisbona 2021: oro nei +100 kg.
Zagabria 2024: oro nei +100 kg.
Podgorica 2025: oro nei +100 kg.
- Giochi europei

Minsk 2019: oro nella gara a squadre miste, argento nei +100 kg.
- Giochi mondiali militari

Wuhan 2019: oro nei +100 kg e nella gara a squadre.
- Mondiali juniores

Zagabria 2017: oro nei +100 kg.
- Europei juniores

Maribor 2017: oro nei +100 kg.
- Mondiali cadetti

Sarajevo 2015: argento nei +90 kg.
- Europei cadetti

Sofia 2015: oro nei +90 kg.

### Vittorie nel circuito IJF
| Data             | Località  | Paese               | Categoria  |
| ---------------- | --------- | ------------------- | ---------- |
| 8 aprile 2018    | Adalia    | Turchia             | Grand Prix |
| 27 ottobre 2018  | Abu Dhabi | Emirati Arabi Uniti | Grand Slam |
| 24 novembre 2019 | Osaka     | Giappone            | Grand Slam |
| 25 ottobre 2020  | Budapest  | Ungheria            | Grand Slam |